# Sonate K. 156
La sonate K. 156 (F.106/L.101) en ut majeur est une œuvre pour clavier du compositeur italien Domenico Scarlatti.

## Présentation
La sonate K. 156, en ut majeur, est notée Allegro. Alors que les huit premières sonates du premier volume manuscrit étaient généralement à deux voix, le projet didactique d'écrire une musique facile à jouer disparaît dans cette sonate où Scarlatti introduit des éléments qui nécessitent une plus grande maîtrise du clavier.

## Manuscrits
Le manuscrit principal est le numéro 9 du premier volume (Ms. 9772) de Venise (1752), copié pour Maria Barbara ; les autres sont Parme I 9 (Ms. A. G. 31406), Münster V 54 (Sant Hs 3968) et Vienne A 39 (VII 28011 A).

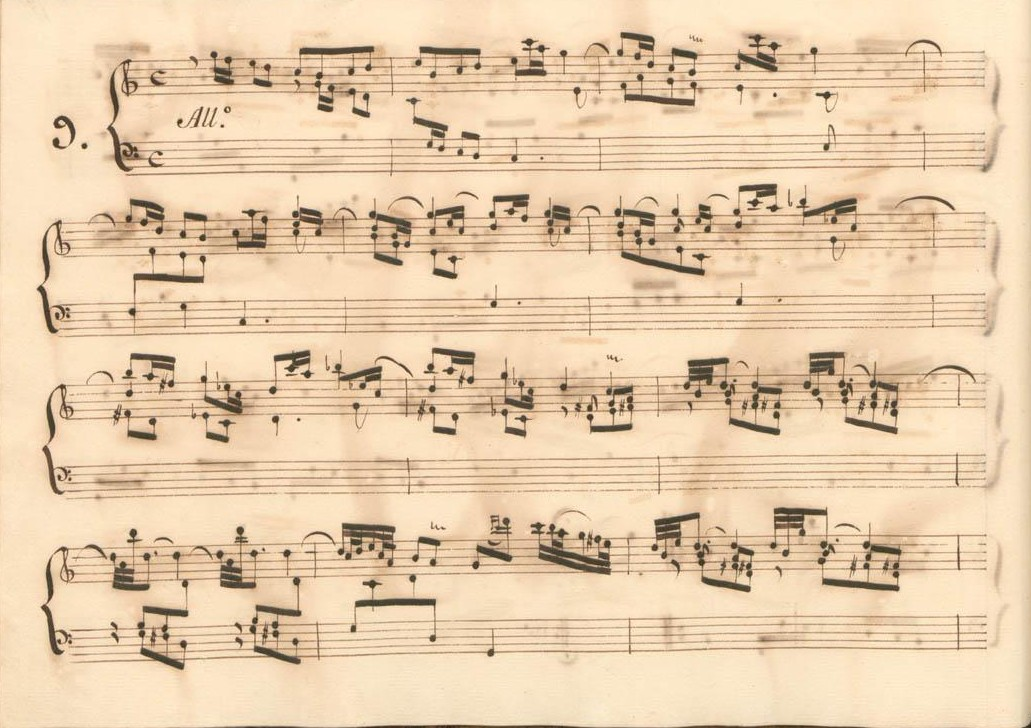
Parme I 9.
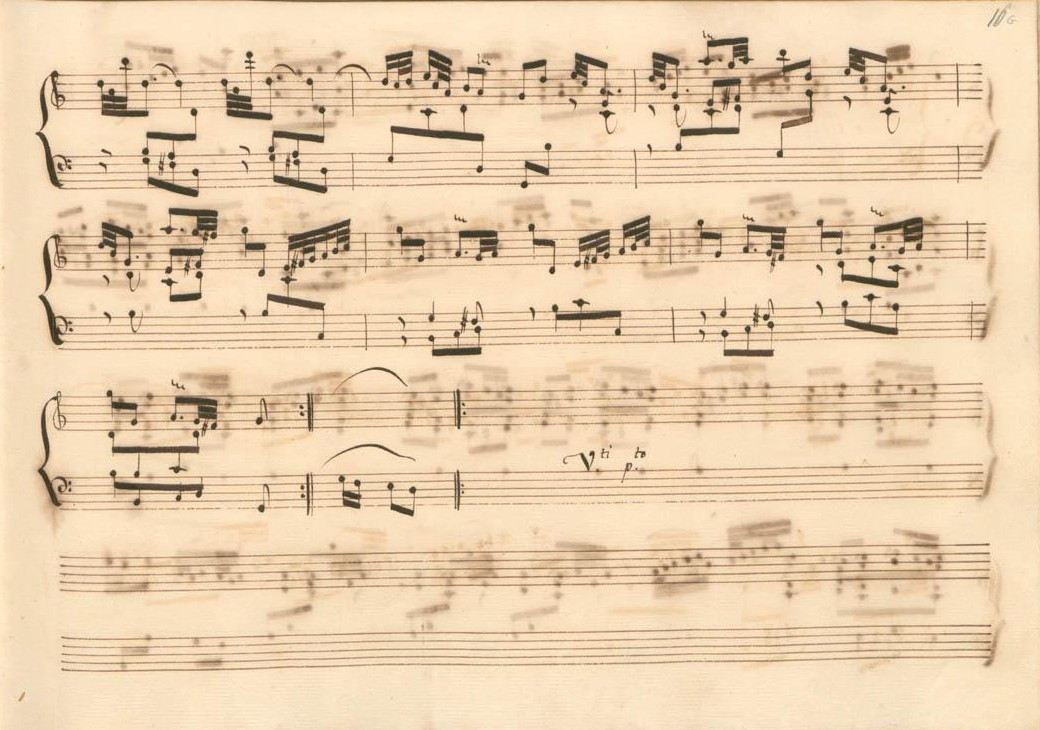
Parme I 9 (fin de la première section).
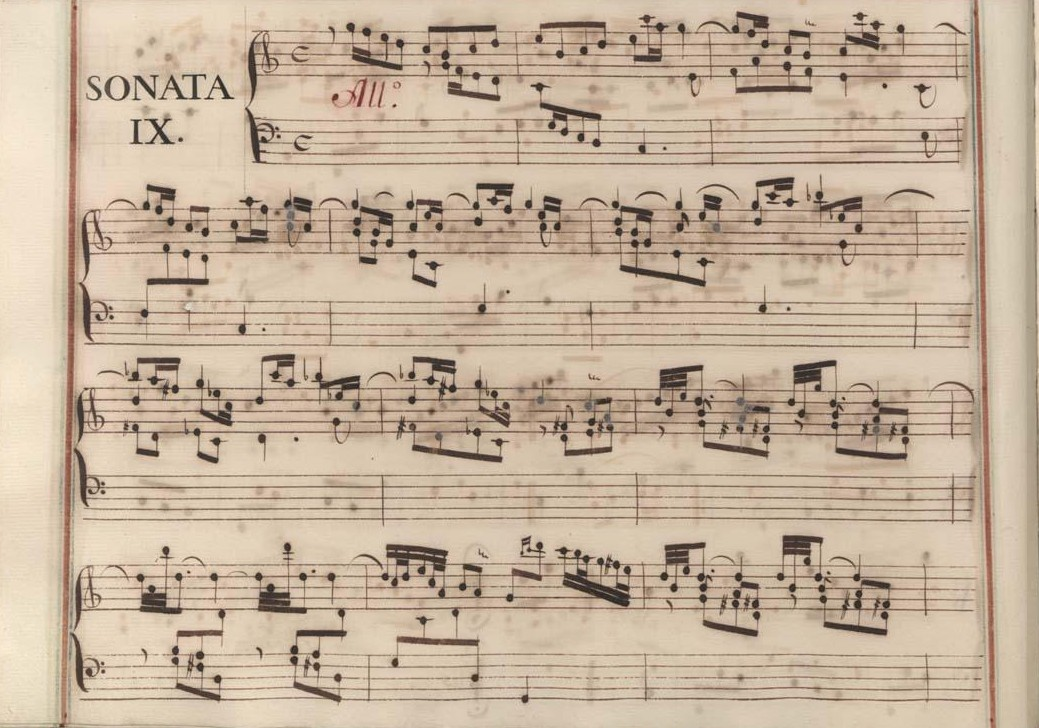
Venise I 9.
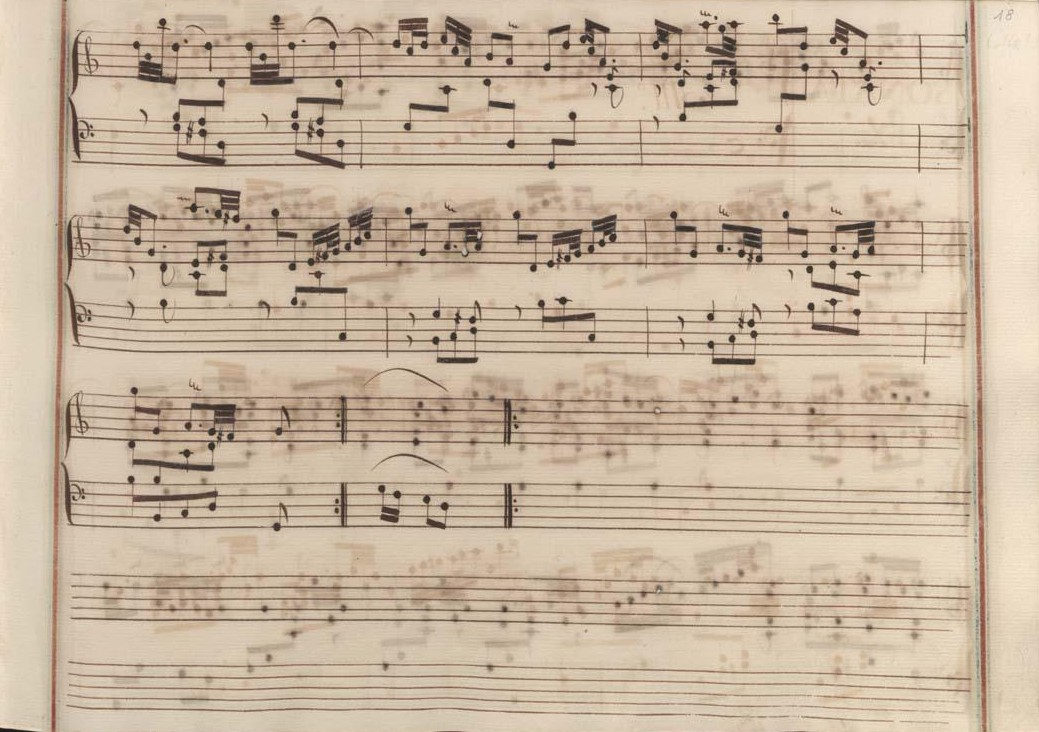
Venise I 9 (fin de la première section).
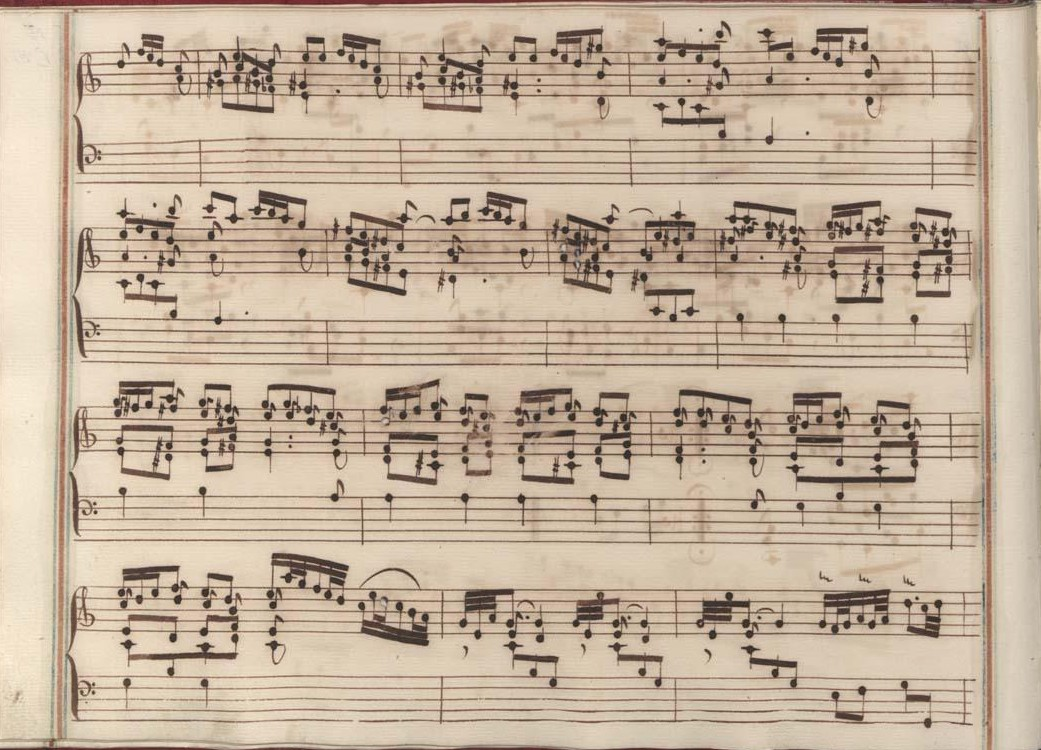
Venise I 9 (début de la seconde section).
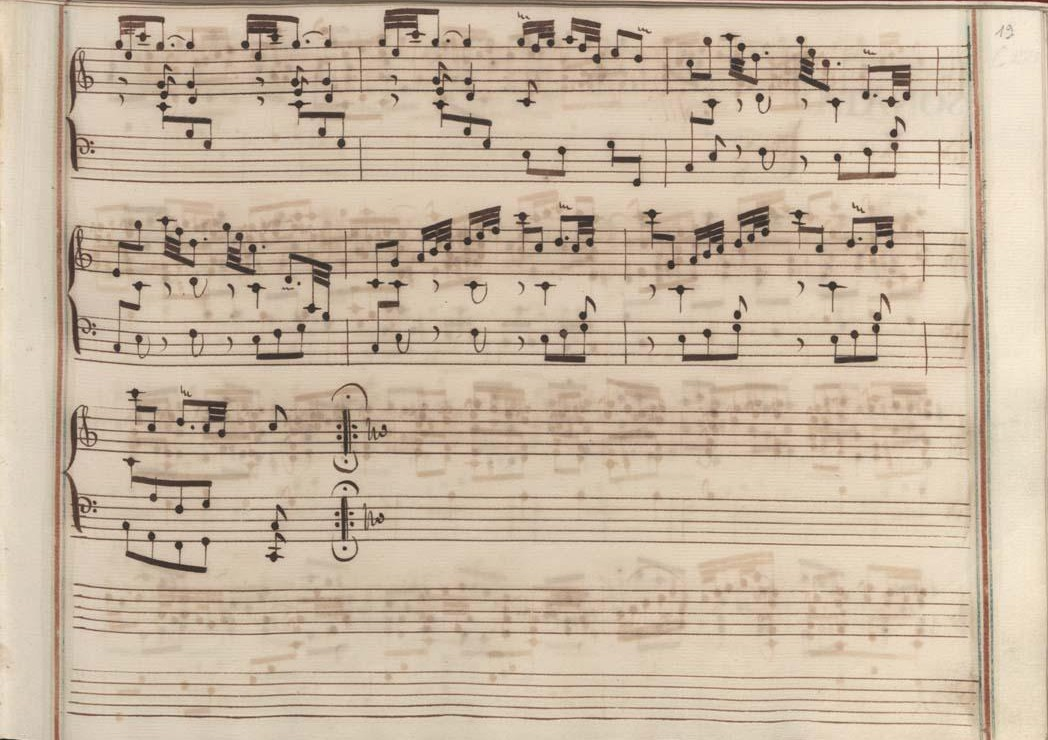
Venise I 9 (fin de la sonate).

## Interprètes
La sonate K. 156 est défendue au piano, notamment par Carlo Grante (2009, Music & Arts, vol. 1) ; au clavecin par Scott Ross (1985, Erato), Richard Lester (2001, Nimbus, vol. 1) et Pieter-Jan Belder (Brilliant Classics, vol. 4).

## Sources
: document utilisé comme source pour la rédaction de cet article.
- Ralph Kirkpatrick (trad. de l'anglais par Dennis Collins), Domenico Scarlatti, Paris, Lattès, coll. « Musique et Musiciens », 1982 (1re éd. 1953 (en)), 493 p. (ISBN 978-2-7096-0118-4, OCLC 954954205, BNF 34689181).
- Alain de Chambure, « Domenico Scarlatti, Intégrale des sonates — Scott Ross », Erato/Éditions Costallat (2564-62092-2 (livret : 2292-45309-2)), 1985 (OCLC 891183737) .